# Parafia Świętych Apostołów Szymona i Judy Tadeusza w Łodygowicach
Parafia pw. Świętych Apostołów Szymona i Judy Tadeusza w Łodygowicach – parafia rzymskokatolicka znajdująca się w Łodygowicach. Należy do dekanatu Łodygowice diecezji bielsko-żywieckiej.
Parafię wzmiankowano po raz pierwszy w 1373 jako Villa Lodovici. Należała wówczas do dekanatu Oświęcim diecezji krakowskiej. W 1644 powstał dekanat Żywiec, do którego parafia została przeniesiona.